# Antepipona nigrior
Antepipona nigrior är en stekelart som beskrevs av Giordani Soika 1985. Antepipona nigrior ingår i släktet Antepipona och familjen Eumenidae. Inga underarter finns listade i Catalogue of Life.